# Gare de Yves-Gomezée
La gare de Yves-Gomezée est une gare ferroviaire belge de la ligne 132 de Charleroi à Treignes (frontière), située au centre du village de Yves-Gomezée sur le territoire de la commune de Walcourt dans la province de Namur.
C'est une halte voyageurs de la Société nationale des chemins de fer belges (SNCB) desservie par des trains Suburbains (S64) et d’Heure de pointe (P).

## Situation ferroviaire
La gare de Yves-Gomezée est située sur le long de la ligne 132 de Charleroi à Couvin, entre les gares de Walcourt et de Philippeville.
Elle se trouvait à l’origine sur une section de la ligne 136 de Walcourt à Florennes qui fait désormais partie de la ligne 132N.

## Histoire
Une gare existait déjà à Yves-Gomezée du temps du Grand Central Belge (GCB) au lieu dit Le Voyan, au bord de l'actuelle rue Voyau et du passage à niveau (disparu) de la rue du Pont Manteau, avec un seul quai et un petit bâtiment à étage dans le style du GCB.
Cet arrêt ferme au plus tard en 1962 en même temps que les autres gares de la ligne 136 mais doit avoir rouvert en 1970 lorsque cette section de la ligne 136 a été intégrée à la "nouvelle" ligne 132N évitant la portion de la ligne 132 noyée sous les lacs de l'Eau d'Heure.[réf. nécessaire] Les quais, toujours au même emplacement, sont visibles en 1983.
Cet arrêt a depuis disparu[Quand ?] au profit d'un autre emplacement, 420 m en direction de Mariembourg, à seulement 600 m de l'ancienne gare de Saint-Lambert (fermée en 1982). La rambarde en béton de cette gare est toujours visible en 2020.
La nouvelle gare de Yves-Gomezée se trouve au bord d'un terrain de sport, au bout d'un chemin d'accès partant de la rue Fontaine.

## Service des voyageurs

### Accueil
Halte SNCB, c'est un point d'arrêt non géré (PANG) à entrée libre.

### Desserte
Yves-Gomezée est desservie par des trains Suburbains (S64) et d’Heure de pointe (P) de la SNCB (voir brochure SNCB de la ligne 132).
En semaine, la desserte, semi-cadencée repose sur des trains S64 circulant entre Charleroi-Central et Couvin renforcés par :
- trois trains P et un S64 supplémentaire entre Couvin et Charleroi-Central (le matin) ;
- deux trains P entre Charleroi-Central et Couvin (le matin) ;
- un train S64 entre Couvin et Charleroi-Central (l’après-midi) ;
- un train P et un S64 supplémentaire entre Charleroi-Central et Couvin (l’après-midi) ;
- un train P entre Couvin et Charleroi-Central deux trains P entre Charleroi-Central et Couvin (en début de soirée) ;
- un train S64 supplémentaire entre Couvin et Charleroi-Central (le soir).

Les week-ends et jours fériés, la desserte est cadencée toutes les deux heures dans chaque sens et comprend des trains S64 reliant Charleroi-Central à Couvin.

## Comptage voyageurs
Le graphique et le tableau montrent le nombre de passagers qui en moyenne embarquent durant la semaine, le samedi et le dimanche.
| Nombre de voyageurs qui embarquent à la gare de Yves-Gomezée | Nombre de voyageurs qui embarquent à la gare de Yves-Gomezée | Nombre de voyageurs qui embarquent à la gare de Yves-Gomezée | Nombre de voyageurs qui embarquent à la gare de Yves-Gomezée |
|                                                              | Semaine                                                      | Samedi                                                       | Dimanche                                                     |
| ------------------------------------------------------------ | ------------------------------------------------------------ | ------------------------------------------------------------ | ------------------------------------------------------------ |
| 1977                                                         | 79                                                           | 23                                                           | 31                                                           |
| 1978                                                         | 60                                                           | 19                                                           | 27                                                           |
| 1979                                                         | 73                                                           | 42                                                           | 37                                                           |
| 1980                                                         | 69                                                           | 23                                                           | 35                                                           |
| 1981                                                         | 63                                                           | 24                                                           | 27                                                           |
| 1982                                                         | 87                                                           | 16                                                           | -                                                            |
| 1983                                                         | 87                                                           | 9                                                            | -                                                            |
| 1984                                                         | 96                                                           | 29                                                           | 17                                                           |
| 1985                                                         | 83                                                           | 23                                                           | 21                                                           |
| 1986                                                         | 102                                                          | 27                                                           | 33                                                           |
| 1987                                                         | 104                                                          | 19                                                           | 28                                                           |
| 1988                                                         | 99                                                           | 26                                                           | 27                                                           |
| 1989                                                         | 101                                                          | 27                                                           | 26                                                           |
| 1990                                                         | 63                                                           | 20                                                           | 24                                                           |
| 1991                                                         | 98                                                           | 26                                                           | 22                                                           |
| 1992                                                         | 94                                                           | 26                                                           | 22                                                           |
| 1993                                                         | 97                                                           | 17                                                           | 29                                                           |
| 1994                                                         | 117                                                          | 9                                                            | 24                                                           |
| 1995                                                         | 63                                                           | 15                                                           | 19                                                           |
| 1996                                                         | 65                                                           | 19                                                           | 26                                                           |
| 1997                                                         | 69                                                           | 19                                                           | 26                                                           |
| 1998                                                         | 69                                                           | 15                                                           | 34                                                           |
| 1999                                                         | 60                                                           | 16                                                           | 9                                                            |
| 2000                                                         | 66                                                           | 14                                                           | 14                                                           |
| 2001                                                         | 64                                                           | 14                                                           | 16                                                           |
| 2002                                                         | 55                                                           | 12                                                           | 14                                                           |
| 2003                                                         | 47                                                           | 14                                                           | 12                                                           |
| 2004                                                         | 43                                                           | 12                                                           | 12                                                           |
| 2005                                                         | 47                                                           | 19                                                           | 14                                                           |
| 2006                                                         | 57                                                           | 20                                                           | 11                                                           |
| 2007                                                         | 46                                                           | 16                                                           | 12                                                           |
| 2008                                                         | -                                                            | -                                                            | -                                                            |
| 2009                                                         | 67                                                           | 13                                                           | 22                                                           |
| 2010                                                         | -                                                            | -                                                            | -                                                            |
| 2011                                                         | -                                                            | -                                                            | -                                                            |
| 2012                                                         | 48                                                           | 12                                                           | 15                                                           |
| 2013                                                         | 72                                                           | 10                                                           | 23                                                           |
| 2014                                                         | 54                                                           | 6                                                            | 14                                                           |
| 2015                                                         | 32                                                           | 9                                                            | 10                                                           |
| 2016                                                         | 31                                                           | 18                                                           | 25                                                           |
| 2017                                                         | 23                                                           | 12                                                           | 17                                                           |
| 2018                                                         | 49                                                           | 17                                                           | 8                                                            |
| 2019                                                         | 48                                                           | 19                                                           | 16                                                           |
| 2020                                                         | 44                                                           | 6                                                            | 11                                                           |
| 2021                                                         | -                                                            | -                                                            | -                                                            |
| 2022                                                         | 45                                                           | 19                                                           | 25                                                           |
| 2023                                                         | 48                                                           | 10                                                           | 23                                                           |
| 2024                                                         | 38                                                           | 10                                                           | 18                                                           |

Installations de la halte (2023)
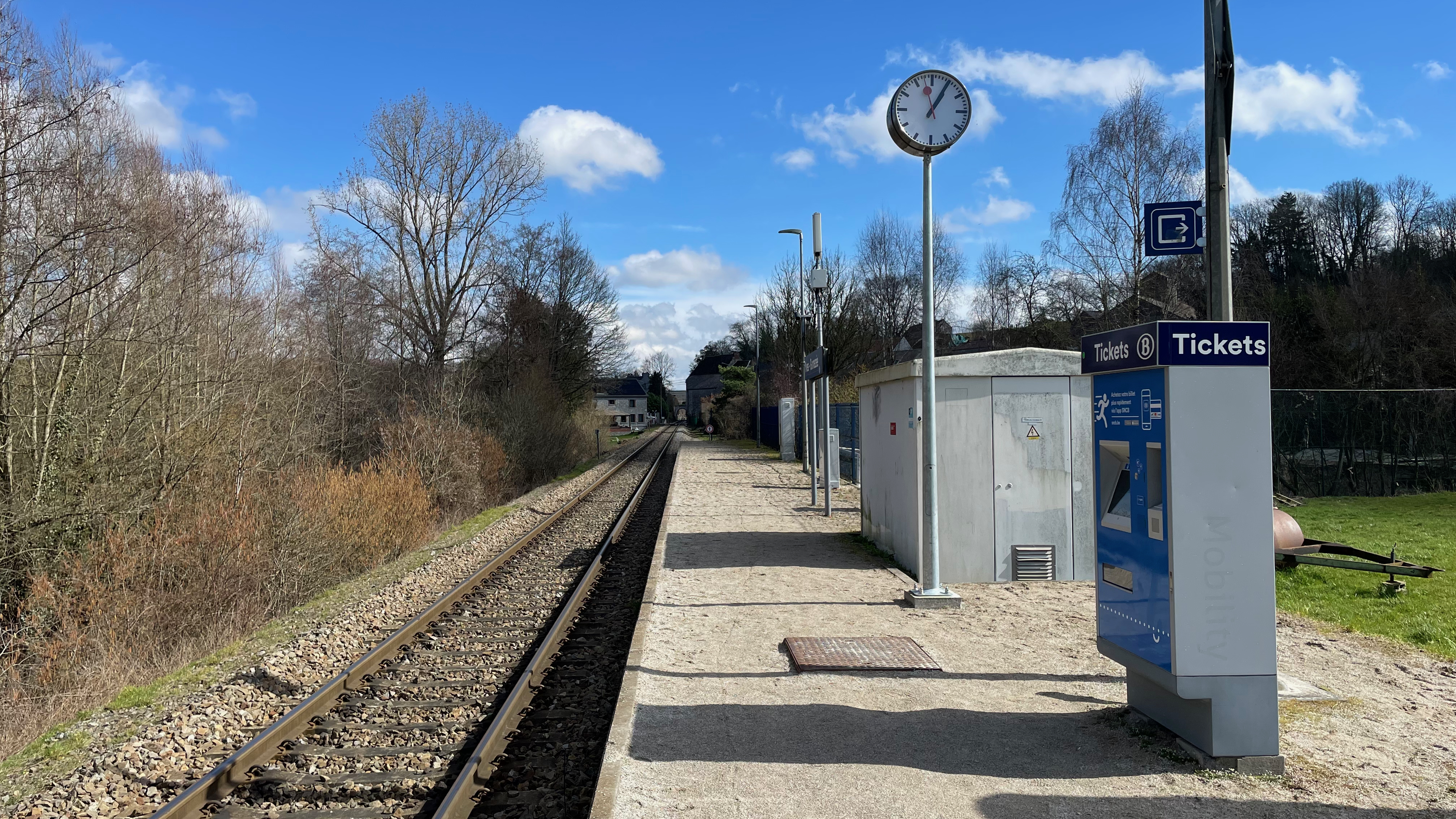
Quai.
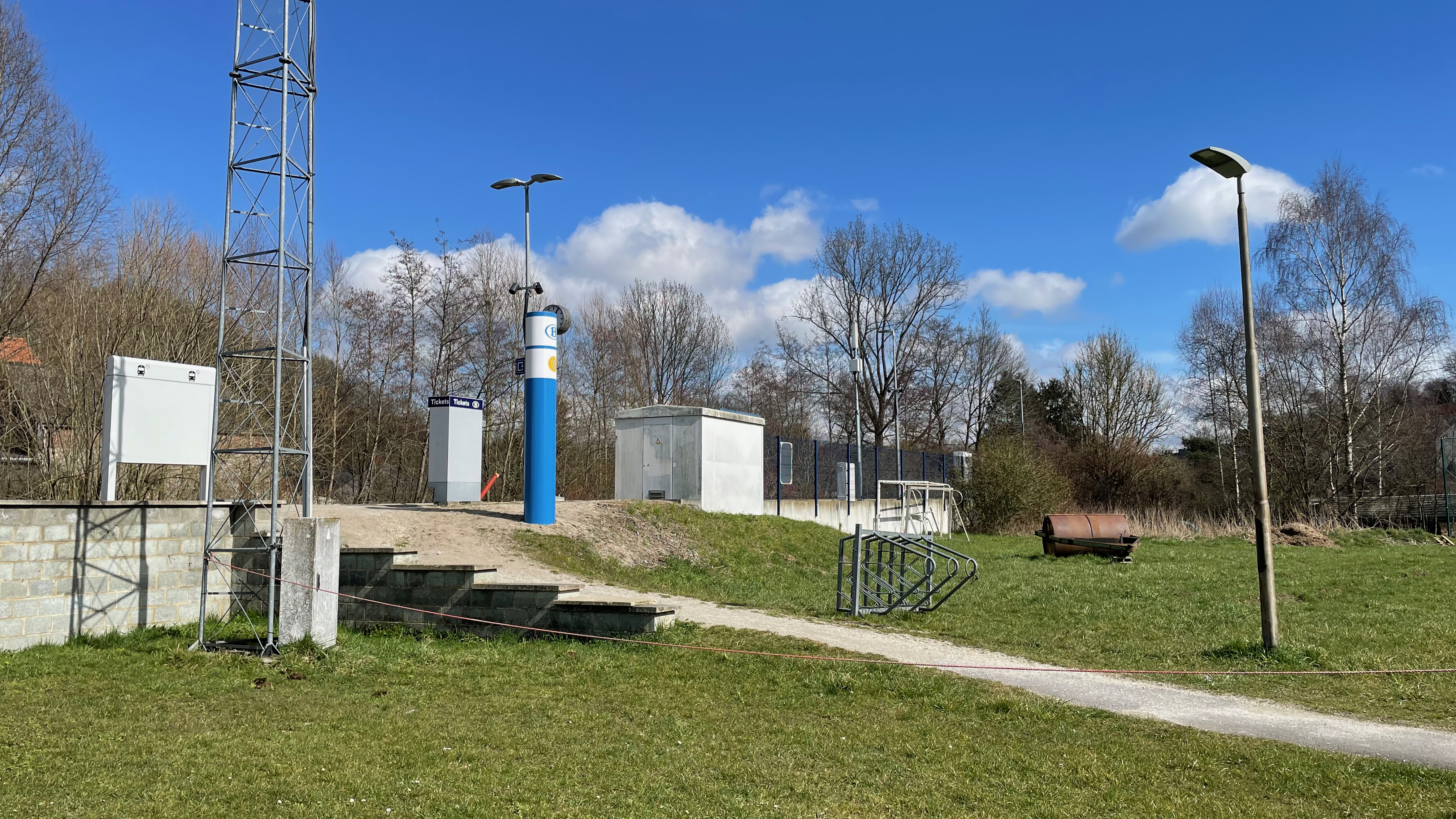
Accès.
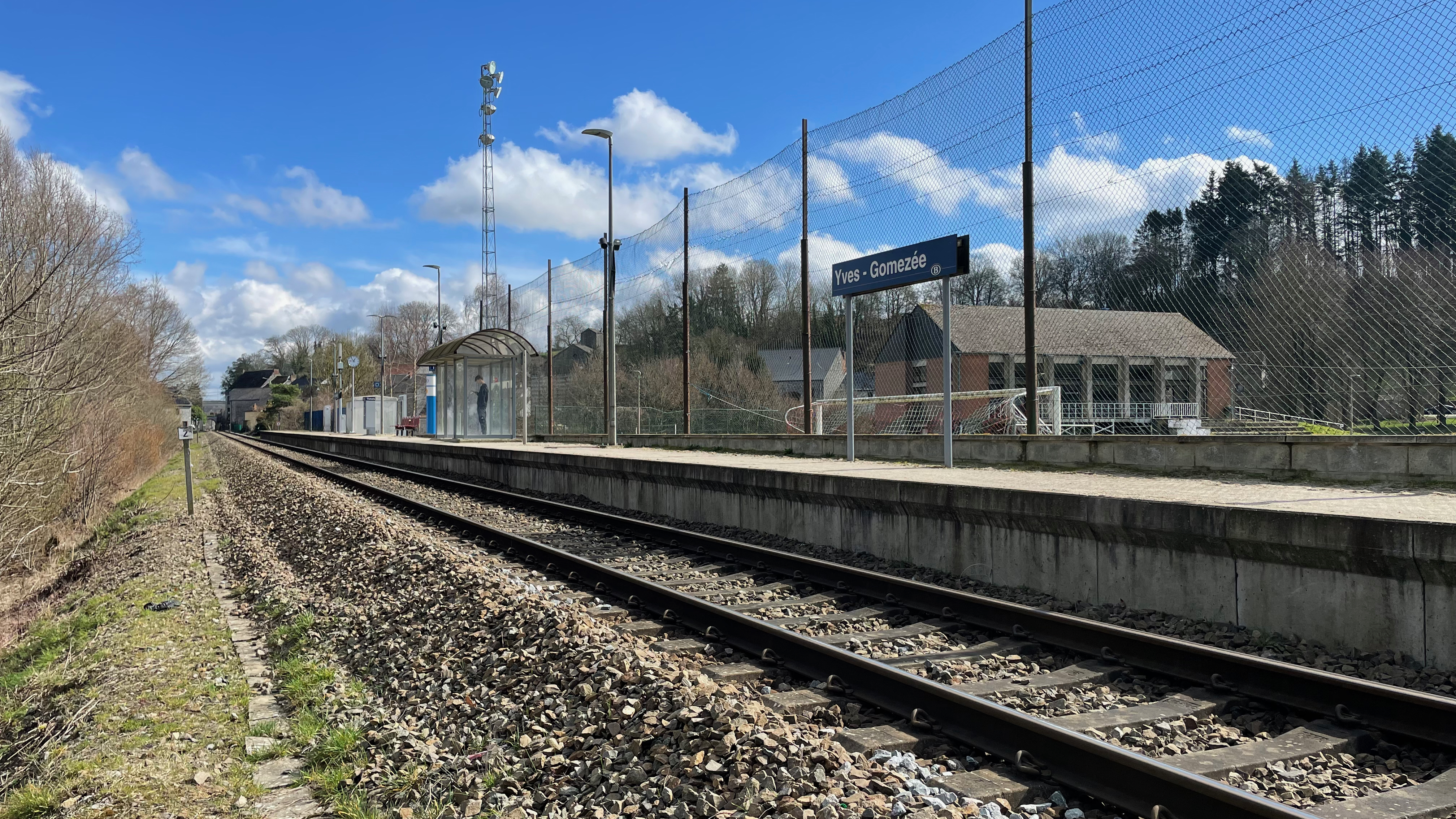
Quai et terrain de sport.